# Första gången jag såg dej...
Första gången jag såg dej... är en amerikansk romantisk drama-film från 1941 i regi av George Stevens.

## Handling
Julie förbereder sig för att lämna sin make Roger. Under sina förberedelser spelar hon upp sin skivsamling där de olika sångerna påminner henne om deras liv tillsammans.

## Om filmen
Cary Grant nominerades till en Oscar för bästa manliga huvudroll.
Första gången jag såg dej... har visats i SVT, bland annat i april 2020 och i april 2024.

## Rollista i urval
- Irene Dunne – Julie Gardiner Adams
- Cary Grant – Roger Adams
- Beulah Bondi – Miss Oliver
- Edgar Buchanan – Applejack Carney
- Ann Doran – Dotty "Dot"
- Eva Lee Kuney – Trina, 6 år
- Leonard Willey – Doktor Hartley
- Wallis Clark – domaren
- Walter Soderling – Billings
- Jane Biffle – Trina, 1 år